# حوزه انتخابیه چهاردهم پنسیلوانیا
حوزه انتخابیه چهاردهم پنسیلوانیا یک حوزه انتخابیه مجلس نمایندگان آمریکا است که در ایالت پنسیلوانیا قرار دارد.